# Selin Arpaz
Selin Arpaz (* 11. Januar 1999 in Bonn) ist eine deutsche Studentin und Politikerin (SPD) und seit Juni 2023 Mitglied der Bremischen Bürgerschaft.

## Biografie

### Ausbildung, Beruf
Arpaz legte 2017 das Abitur am Nicolaus-Cusanus-Gymnasium Bonn ab und absolvierte im Anschluss das Freiwillige soziale Jahr bei der Welthungerhilfe. 2018 nahm sie ein Bachelorstudium der Integrierten Europastudien an der Universität Bremen (Institut für Europastudien) auf.
Sie wohnt in Bremen-Mitte.

### Politik
Sie ist seit 2017 Mitglied der SPD Bremen, im Vorstand des Ortsvereins Altstadt-Mitte und Landesvorsitzende der Jusos in Bremen. Sie wurde 2022 als Delegierte für den Bundeskongress der SPD gewählt.
Bei der Bürgerschaftswahl im Mai 2023 kandidierte sie für die SPD auf dem vorderen Listenplatz 12 und wurde mit 781 Personenstimmen auf ihrem Listenplatz zum Mitglied der 21. bremischen Bürgerschaft gewählt.
Sie ist Sprecherin für Jugend  und Sprecherin für Gleichstellung und Queer der SPD-Fraktion. Selin Arpaz ist Mitglied des Fraktionsvorstands.